# Opuntia arechavaletae
Opuntia arechavaletae är en kaktusväxtart som beskrevs av Carlos Luis Spegazzini. Opuntia arechavaletae ingår i släktet fikonkaktusar, och familjen kaktusväxter. Inga underarter finns listade i Catalogue of Life.

## Bildgalleri

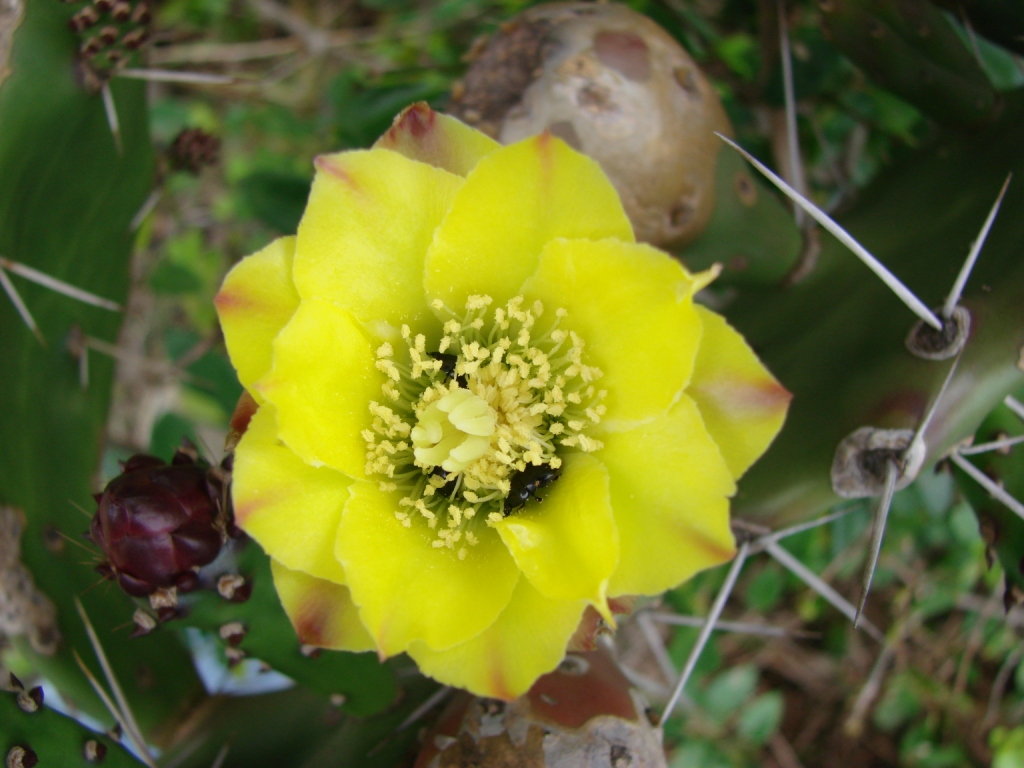
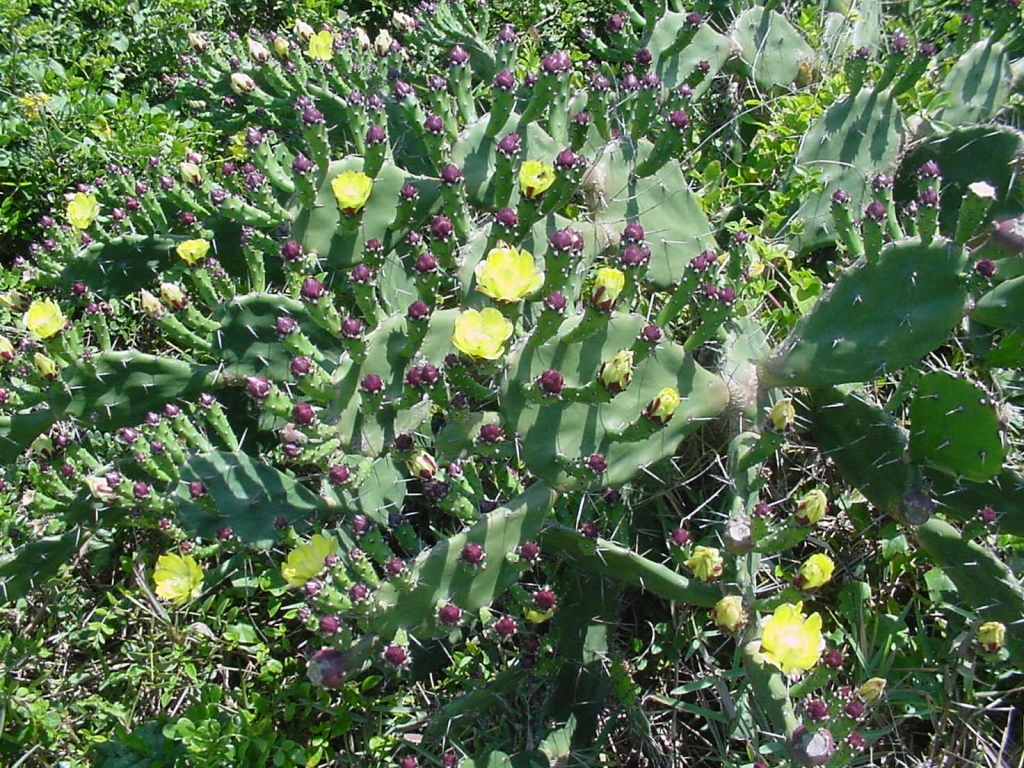